# Ести
Естите са древен народ, споменат и описан за първи път от древноримския историк Тацит в трактата му „Германия“ около 98 след Христа. По думите на Тацит Естуи, земята на естите, е разположена на изток от Свионес (шведите) и западно от Ситонес (квените), на Свевското море. Този и други факти говорят за това, че Естуи е в или около съвременния руски анклав Калининградска област (по-рано известен като Източна Прусия).
Географски и лингвистични данни свидетелстват за това, че естите принадлежат етнически към балтийските народи. Най-вероятно те са родственици на прусите – не на съвременния германски народ прусаци, нито на съвременните угро-фини естонците. Тацит почти сигурно е допуснал грешка твърдейки, че естите са културен хибрид на келтско-германската култура. Тацит често използва ненадеждни вторични източници.
Тацит споменава, че култът към Майката на Боговете сред естите по протежение на източното крайбрежие на Балтийско море би трябвало да ги отнесе към балтийските езически религии. Той също не изключва родство с фените - предци на финландците или саами. В крайна сметка, ести са наричани етнически различни племена и народи в североизточна Балтика.
В съвременния естонски език еститеи са ендоним за „Естония“, която е била известна и като Естия или Хестия в някои ранни латински извори, както и Eйстланд в древните скандинавски саги. Естите наричат себе си маарахви, което означава „хората на земята“. Етимологията на термина ести остава предмет на научна хипотеза.
Тацит също записва единствения запазен пример за есткия език: glesum, очевидно латинизирана дума, означаваща кехлибар и приличаща на по-късния латвийски еквивалент glīsas. И двете могат да бъдат получени заеми от германски езици, като се има предвид тяхната прилика с готическа дума glas.
Има данни, че района на Калининградския залив е силно свързан с естите: Стара Прусия и модерните литовски думи за лагуна – съответно Aistmarės и Aīstinmari , са били получени от Aesti и mari („лагуна“ или „сладководен залив“). По този начин, най-древното познато име за този воден басейн е „Лагуната на естите“.

## Исторически източници

### Тацит
Като цяло има много малко запазена информация за естите. Самият Тацит никога не е пътувал в Магна Германия и само записва информация, получена от друг източник, както следва: 
| „ | Вдясно от Свевското море живее народа на естите, които имат едни и същи обичаи и облекло със свевите; езикът им прилича повече на този на бритите. Те се кланят на Майката на Боговете. Като характеристики на своите национални вярвания, те носят изображения на глигани. Това им служи за оръжие, това е и индикатор за всеки поклоник на богинята и го пази от враговете му. Рядко сред тях са използвани оръжия от желязо, по чести са тоягите. В производството на хляб и други от плодовете земни, те работят с по-голямо постоянство и търпение, отколкото германците с обичайния им мързел. Не, те дори ровят дълбоко и са единствените хора, които събират кехлибар. Те наричат това glesum, и го намират сред плитки води и на брега. Но поради традиционните незаинтересованост и невежество на варварите, те не са научили и не разбират каква е природата му и причината за пораждането му. В интерес на истината, той лежи дълго пренебрегван сред другите наноси на морето, докато нашия разкош не му даде име и стойност. За тях той е безполезен: добиват го грубо, на необработени парчета, а като получават цена за него са изумени. (Germania, c.XLV). | “ |

Тацит разполага така естите, основавайки се главно на техния добив на кехлибар, популярен лукс в живота на римляните, произхождащ от югоизточния бряг на Балтийско море. Балтийската Кехлибарена търговия, която, изглежда, е достигнала Средиземно море има за главен център в района на Самбия.
Тази търговия съществува и преди Троянската война от 13 век пр. хр, тъй като кехлибарът е едно от веществата, на които е богат дворецът на Менелай в Спарта според Омировата „Илиада“.

### Касиодор
Касиодоровите Variae, публикувани през 537 г., съдържат писмо, написано от Касиодор от името на Теодорих Велики и адресирано до естите:
| „ | Успокояващо е да знаем, че сте чували за нашата слава, и изпратихте посланици, които са минали през толкова много странни народи, за да потърсите нашето приятелство. Ние получихме кехлибара, който ни изпратихте. Вие казвате, че вие добивате това най-светло от всички вещества от брега на океана, но откъде е дошъл в човешките ръце, не знаете. Но автор на име Корнелий (Тацит) ни информира, той се събира от най-съкровените острови на океана, а е създаден първоначално от сока на дървото (откъдето и името му succinum), и постепенно се опича от топлината на слънцето. По този начин, той става бляскав като метал, прозрачен и мек, понякога светещ в цвят на шафран, понякога в огнени пламъци. След това, носен от морето и допълнително се пречистван от приливи и отливи, той достига вашите брегове, където бива изхвърлен. Ние решихме, че е по-добре да ви посочим този факт, за да не си мислите, че си вашите тайни са останали неизвестни за нас. Изпратихме ви подаръци по нашите пратеници и ще се радваме да получим по-нататъшни посещения от вас по този търговски път и да ни покажете бъдещи блага. | “ |

Стилът на писане доказва, че естите по това време са независими, а не е под властта на Остготите. Очевидно е, че Касиодор смята за политически важно да се установят приятелски отношения със северните области. В писмото се посочва също, че естите вече са наясно с ценността на кехлибара и са направили от това търговска тайна. Изпращането на подаръци и обещаването на бъдещи блага и взаимоотношения от древността са сърдечен начин да се признае де-юре една държава.

### Йорданес
Историкът от VI век Йорданес споменава на два пъти естите в книгата си „За произхода и делата на готите“, който представлява тълкуване на изгубената Касиодорова „История на готите“. Според първия цитат Йорданес поставя естите отвъд видивариите на брега на Балтийско море: „подчинена раса, но държи брега на океана.“ Следващият цитат се отнася за покоряването на естите от Ерманарих, крал на готите гревтунги: „този владетел също така подчинил на своята мъдрост и сила расата на естите, живеещи на далечния бряг на германския океан“.

### Алфред Велики
Ръкопис от XI век, разказващ от името на крал Алфред за пътуването на търговеца Вулфстан от Хедебю до Трусо, съхраняван в Британския музей, включва етнографски сведения за средновековните ести. В текста с кратко описание за страната и нейното богатство е разказано и за народните погребални обичаи на естите.

### Адам Бременски
През 11 век Адам фон Бремен, позовавайки се на Айнхард и труда му Vita Caroli Magni, в който се твърди, че „славяните и естите живеят на брега на Източното море“, определя крайбрежното племе, живущо северно от Рижкия залив, като ести.

### Хенрик Латвийски
Естонците са описани и в германоезичната Хроника на Хенрик Латвийски от XIII век, като авторът нито веднъж не разяснява произхода и езиковите им предпочитания. Това название за народността, унаследено от античните латински писатели, погрешно се асоциира от средновековните автори като образувано от термина „изток“, на немски: ost, или „Източна земя“ – Естланд. Съвременните естонци използват този литературен термин за обозначение на своята нация едва от XIX век и периода на „национално възраждане“. В местната традиция на латински: Aesti мутира в термина „еестласед“, като преди това естонците се самоопределят като „маарахвас“ (на естонски: maarahvasost, буквално „земляни“).

### Ливонски кръстоносен поход
По време на Ливонския кръстоносен поход племенните общини на естите със своето вероизповедание и пазари са основен обект на интерес от страна на католическите военномонашески ордени. Каупо от Турайда е първият естонски велможа, покръстен в християнството. Той допринася за разпространението му в родните си територии, но загива в битката при Вилянди срещу останалия верен на естонските традиции Лембиту. Кръстоносният поход в крайна сметка покорява естите и им налага католически мир, което слага край на антично-средновековния период от тяхната история.

## Допълнително четиво
- Deutschler, Yorck: „Die Aestii – Bezeichnung für die heutigen Esten Estlands oder die untergegangenen Pruzzen Ostpreußens“, in: Deutschler, Yorck, „Die Singende Revolution“ – Chronik der Estnischen Freiheitsbewegung (1987 – 1991), pp. 196 – 198. Ingelheim, March 1998/June 2000. ISBN 3-88758-077-X
- Edgar Valter Saks, Aestii, An Analysis of an Ancient European Civilization. Studies in the Ur-European History". Part 1 Võitleja, Montreal–Heidelberg, 1960 линк

|  | Тази страница частично или изцяло представлява превод на страницата Aesti в Уикипедия на английски. Оригиналният текст, както и този превод, са защитени от Лиценза „Криейтив Комънс – Признание – Споделяне на споделеното“, а за съдържание, създадено преди юни 2009 година – от Лиценза за свободна документация на ГНУ. Прегледайте историята на редакциите на оригиналната страница, както и на преводната страница, за да видите списъка на съавторите. ВАЖНО: Този шаблон се отнася единствено до авторските права върху съдържанието на статията. Добавянето му не отменя изискването да се посочват конкретни източници на твърденията, които да бъдат благонадеждни. |